# Estibalitz Sasiola
Estibalitz Sasiola (Deva, Guipúzcoa (España), antes de 1550 - 16 de abril de 1611), pudo haber sido una escritora y poeta vasca; de ser así, sería la primera mujer entre los escritores y escritoras vascas. Hoy está por decidir si los tres poemas contenidos en el manuscrito de Joan Pérez Lázarraga son suyos o no.  

## Biografía
En 2004, de hecho, se produjo un gran descubrimiento para la literatura vasca, en Madrid, cuando se encontró el manuscrito de Joan Pérez Lazarraga . Al final de ese libro hay tres poemas escritos por otra persona. En la parte superior del primero de ellos se nos da una descripción detallada del autor: «De la Señora Maria Estibaliz de Sasiola».
María Estibaliz de Sasiola era hija de la torre de Sasiola, de Deva, una antigua y poderosa casa noble que hoy sigue en pie como dicen Turrillas y Treku.  Sobre esta familia, en 1340 Lope de Sasiola construyó además de la de Deva otra casa noble en Zumaya, y las armas de los Sasiola se instalaron en la capilla de San Pedro de Zumaia. Algunos de los componentes de esa familia fueron célebres, como Martín Otxoa de Sasiola, el secretario del condestable de Castilla, el mismo que acogió en Lizarrat al emperador Carlos V el 25 de octubre de 1539, fundó la capilla de San Antón en Deba y fue también señor de Arancibia ; o como Paskual de Sasiola, escribano de Motrico, que fue alcalde de Deva en 1583. 
No se sabe mucho de su vida, excepto que nació antes de 1550 y murió en 1611, aunque se supone que sabría leer y escribir, como muchas mujeres nobles del siglo XVI. Solo se han encontrado dos documentos en los que se la menciona: por un lado, la escritura de matrimonio entre Martín de Amonsategi y María Martínez de Sasiola, como testigo, y, por otro, su certificado de defunción en la iglesia de Santa María de La Asunción, donde se registra que falleció el 16 de abril de 1611. 

## Los poemas
Es probable, según algunos autores, que los tres poemas de amor que aparecen al final del libro manuscrito escrito por Joan Pérez Lázarraga sean de ella, ya que no corresponden a la escritura de Lázarraga ni a sus características lingüísticas.  Además, la primera línea contiene esta cita: De la Señora María Estibaliz de Sasiola, por lo que algunos autores deducen que ella es la autora.
Estos poemas, que corresponden a los números 33, 34 y 35 del manuscrito, con los títulos Lecu on bat da Escoçia, Elai lelo ibai lelo y Mendi altuan erura dairu, son de carácter romántico.Según Patri Urkizu, el último es un canto antiguo y los otros dos son poemas creados por ella.
El personaje que habla en el primer poema es femenino; en el segundo, no está claro quién nos está hablando; y el tercero parece que quien habla es un hombre.
Existe cierto debate sobre si estos poemas fueron escritos por Sasiola o no. Por un lado, para algunos autores, únicamente pudo ser una copista.Por otro lado, según los vascólogos Gidor Bilbao y Ricardo Gómez, la autoría está sin confirmar, aunque creen que los poemas fueron escritos de mano de Lazarraga, que quizás los copió de su posible autora Estibalitz de Sasiola, pues se mantienen rasgos lingüísticos de Deva. Así las cosas, aún no se ha concluido si verdaderamente Estibalitz de Sasiola fue la autora de estos tres poemas o no y por tanto queda en duda si fue la primera mujer poeta en euskera.